# Yorktown (Teksas)
York je grad u američkoj saveznoj državi Teksas. Prema popisu stanovništva iz 2010. u njemu su živjela 2092 stanovnika.